# Alan Ford (acteur)
Pour les articles homonymes, voir Alan Ford.
Alan Ford est un acteur britannique né le 23 février 1938 dans le quartier de Camberwell, à Londres.

## Biographie
Il a étudié à l'école d'art dramatique East 15 Acting School de Loughton. Il a commencé sa carrière d'acteur en 1973 et a joué dans de nombreux films et séries télévisées britanniques, souvent des rôles de gangsters, par exemple dans Snatch, film pour lequel il est sans doute le plus connu.

## Filmographie sélective
- 1977 : Le Piège infernal : Taff
- 1980 : Du sang sur la Tamise : Jack
- 1981 : Le Loup-garou de Londres : le chauffeur de taxi
- 1988 : Bergerac (saison 6, épisode 7) : Sammy Kline
- 1992 : Chaplin : le concierge
- 1998 : Arnaques, Crimes et Botanique : Alan / le narrateur
- 2000 : Snatch : Tu braques ou tu raques : Mr Pullford « Tête de brique »
- 2003 : Meurtres en sommeil (saison 3, épisodes 3 et 4) : Jack Ely
- 2004 : Keen Eddie (saison 1, épisode 8) : Longfellow
- 2004 : L'Exorciste : Au commencement : Jefferies
- 1985 à 2006 : The Bill (8 épisodes) : plusieurs rôles
- 2008 : Hôtel Babylon (saison 3, épisode 5) : Terry McCaffrey
- 2008 et 2011 : Casualty (2 épisodes) : Tony Dillings / Norman Danvers
- 2008 : NightDragon de  Tim Biddiscombe : Hansen
- 2009 : Dead man running : Sol
- 2012 : The Sweeney de  Nick Love : Harry
- 2012 : Cockneys vs Zombies : Ray MacGuire
- 2013 : Le vieux qui ne voulait pas fêter son anniversaire : Pim
- 2013-2014 : Lilyhammer (5 épisodes) : Terence